# Plica di Magitot
La plica di Magitot deve al suo nome all'odontoiatra francese Émile Magitot ed è una piega fisiologica che compare sul bordo delle gengive del lattante, laddove tempo dopo spunteranno gli incisivi e i canini. La plicatura che si forma in questa sede, alta pochi millimetri, consente una migliore adesione delle gengive dall'areola del capezzolo materno, agevolando il meccanismo della suzione.